# Nicolas Hénard
Nicolas Hénard (16 settembre 1964) è un ex velista francese.

## Palmarès

### Olimpiadi
- 2 medaglie:
  - 2 ori (Seul 1988 nella classe Tornado; Barcellona 1992 nella classe Tornado)